# Jadwiżyn (Wałcz)
Pour les articles homonymes, voir Jadwiżyn.
Jadwiżyn est un village de Pologne, situé dans la gmina de Mirosławiec, dans le powiat de Wałcz, dans la voïvodie de Poméranie occidentale.

## Source
- (en) Cet article est partiellement ou en totalité issu de l’article de Wikipédia en anglais intitulé « Jadwiżyn, Wałcz County » (voir la liste des auteurs).

1. ↑  (pl) « Gmina Mirosławiec (zachodniopomorskie) » mapy, nieruchomości, GUS, noclegi, szkoły, regon, kody pocztowe, wypadki drogowe, bezrobocie, zarobki, wynagrodzenie, edukacja, tabele, demografia, przedszkola », sur Polska w liczbach (consulté le 11 août 2025)